# Babușcă

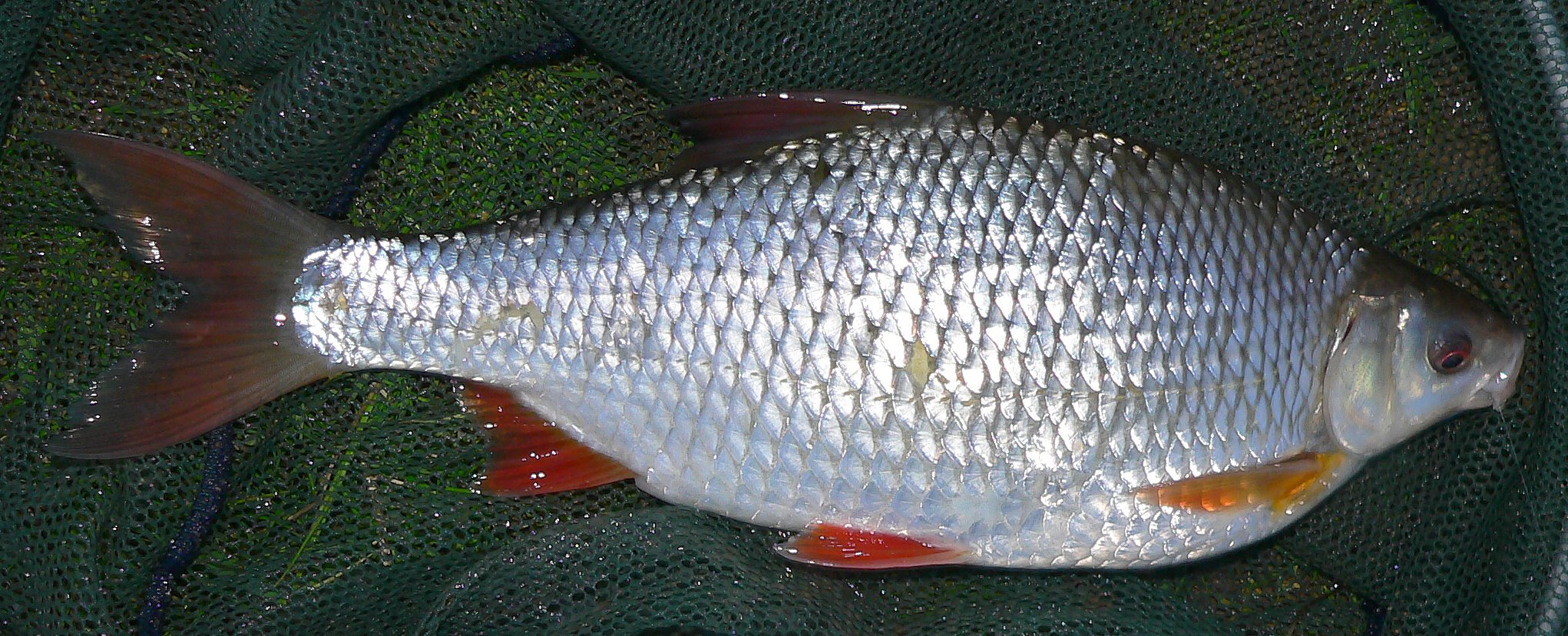
Babuşcă (Rutilus rutilus)

Babușca sau ocheana, gardonul sau bălosul (Rutilus rutilus) este un pește bentopelagic dulcicol sau salmastricol, din familia ciprinidelor. Este răspândită în apele stătătoare sau lent curgătoare cu fund mâlos sau nisipos ale Europei și Asiei, dela Pirinei și Nordul Alpilor până la Urali și Siberia. În România, trăiește în Dunăre și bălțile și jepșile ei, în lacuri litorale, eleșteie și iazuri. Este rară în râuri; se întâlnește în cursul inferior al râurilor: Bega, Timiș, Someș, Mureș, Olt, Cerna; foarte rară în Prut, dar frecventă în brațele închise ale Siretului. Lipsește în apele de munte. La începutul primăverii, se ține lângă țărmuri, atât în bălți cât și în râuri; din acestea, ea intră și în bălțile de inundație. După reproducere, peștele din râuri se ține pe funduri bogate în vegetație. Iernează masată în cârduri în gropile mai adânci.
Are o lungime de 20–25 cm, maximală de 50 cm, și o greutate de 80-200 g, maximală de 1,8 kg. Poate trăi 15 ani. Corpul este alungit, comprimat lateral și acoperit cu solzi mijlocii. Abdomenul, între înotătoarea ventrală și anus, formează o carenă. Capul aproximativ conic, prevăzut cu gura mică, dispusă terminal, aproape orizontal, și lipsită de mustăți. Înotătoarea dorsala cu baza scurtă, începe deasupra bazei înotătoarei ventrale. Înotătoarea anală cu marginea concavă se găsește în urma înotătoarei dorsale. Înotătoarea caudală profund excavată, cu lobii subegali, mai mult ascuțiți. Colorația este cenușiu-verzuie pe spate, iar pe flancuri și abdomen este albă-argintie; laturile capului sunt argintiu-aurite. Înotătoarele pectorale, dorsală și caudală cenușii, ultima cu reflexe portocalii-roșcate; înotătoarea ventrală și anală sunt roșu-portocalii.
Se hrănește cu mătasea broaștei, alge, detritus, zooplancton, nevertebrate bentonice, moluște, chironomide și larve de insecte. Depune icrele pe vegetație, în aprilie și prima jumătate a lunii mai la temperatura apei de 12-14°C. Are valoare economică. Carnea, deși socotită mediocră, este totuși destul de bună. Se consumă și proaspătă, dar se pregătește mai ales sărată.
Babusca poate fi prinsa de catre pescarii sportivi cu momeli naturale: rame, viermusi, paine, mamaliga, folosind o undita telescopica de 4 - 5 m, carlig mic nr. 14 - 16 si fir subtire 0,10 - 0,12.